# Theodor-W.-Adorno-Preis

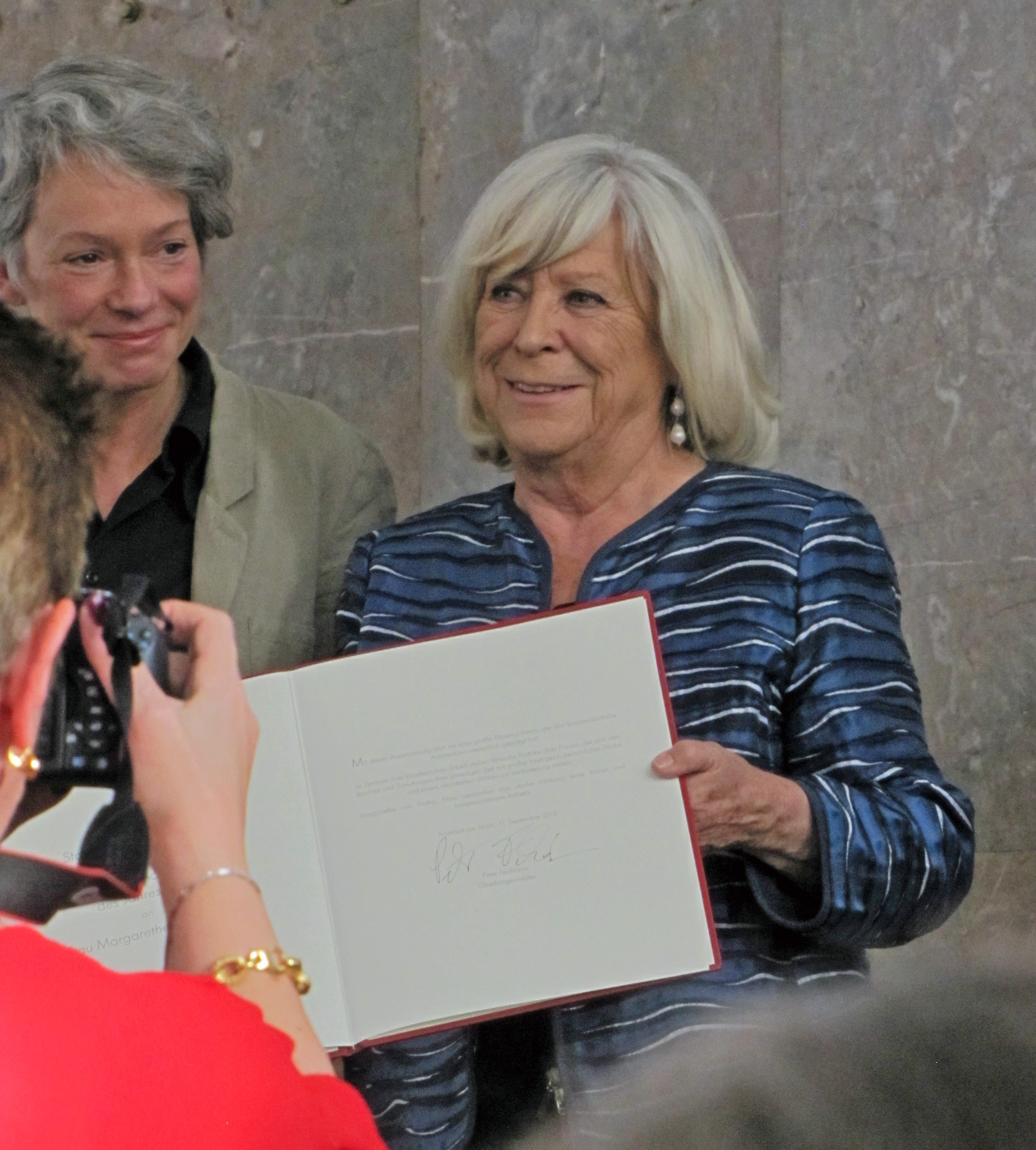
Verleihung des Theodor-W.-Adorno-Preises 2018 an Margarethe von Trotta

Der Theodor-W.-Adorno-Preis der Stadt Frankfurt am Main wird seit 1977 zur Anerkennung herausragender Leistungen in den Bereichen Philosophie, Musik, Theater und Film verliehen.

## Der Preis
Der Preis wird zur Erinnerung an Theodor W. Adorno vergeben, der zwanzig Jahre lang, bis zu seinem Tod 1969, an der Johann Wolfgang Goethe-Universität in Frankfurt lehrte. Die Preisverleihung findet alle drei Jahre (außer 2003, als der Preis – aus Anlass des hundertsten Geburtstages von Adorno – schon nach zwei Jahren verliehen wurde) zum Geburtstag des Philosophen und Kunstkritikers, am 11. September, in der Paulskirche statt. Die Auszeichnung dient der Anerkennung und Förderung hervorragender Leistungen in den Bereichen Philosophie, Musik, Theater und Film.
Der Theodor-W.-Adorno Preis besteht aus einer künstlerisch gestalteten Urkunde und 50.000 Euro Preisgeld. Er kann aufgeteilt werden. Seine Verleihung erfolgt durch den Oberbürgermeister der Stadt Frankfurt am Main nach Entscheidung des Kuratoriums. Über die Vergabe entscheidet ein von der Stadt Frankfurt am Main eingesetztes Kuratorium. Es gibt keine eigene Webseite zum Preis, Informationen werden über die Internetseite der Stadt Frankfurt und das Kulturportal der Stadt Frankfurt veröffentlicht.

## Das Kuratorium
Laut Satzung besteht das zehnköpfige Kuratorium des Theodor-W.-Adorno-Preises aus sechs ständigen und vier weiteren, nicht-ständigen Mitgliedern, die je Preisverleihung einmalig durch die ständigen Kuratoriumsmitglieder benannt werden. Die ständigen Mitglieder selbst werden über ihr entsprechendes Amt bestimmt:
- der Oberbürgermeister der Stadt Frankfurt am Main
- der Vorsteher der Frankfurter Stadtverordnetenversammlung
- die Vorsitzende des Frankfurter Kulturausschusses
- die Frankfurter Kulturdezernentin
- der geschäftsführende Direktor des Instituts für Sozialforschung
- die Direktorin des Sigmund-Freud-Instituts

## Preisträger
- 1977: Norbert Elias, Soziologe und Philosoph
- 1980: Jürgen Habermas, Soziologe und Philosoph
- 1983: Günther Anders, Philosoph und Schriftsteller
- 1986: Michael Gielen, Dirigent und Komponist
- 1989: Leo Löwenthal, Literaturwissenschaftler und Soziologe
- 1992: Pierre Boulez, Dirigent und Komponist
- 1995: Jean-Luc Godard, Filmregisseur
- 1998: Zygmunt Bauman, Soziologe
- 2001: Jacques Derrida, Philosoph
- 2003: György Ligeti, Komponist
- 2006: Albrecht Wellmer, Philosoph
- 2009: Alexander Kluge, Filmemacher und Schriftsteller
- 2012: Judith Butler, Philosophin und Literaturwissenschaftlerin
- 2015: Georges Didi-Huberman, Kunsthistoriker
- 2018: Margarethe von Trotta, Regisseurin
- 2021: Klaus Theweleit, Schriftsteller und Kulturtheoretiker
- 2024: Seyla Benhabib,[5] Philosophin und Politologin

## Kritik
Die Preisvergabe 2012 an Judith Butler stieß aufgrund der Äußerungen Butlers zu den islamistischen Terrororganisationen Hamas und Hisbollah sowie ihrer Unterstützung der Kampagne Boycott, Divestment and Sanctions auf eine medial und gesellschaftlich ausgetragene breite Kritik. Es gab eine Online-Petition gegen die Preisverleihung sowie Veranstaltungen und Proteste im Rahmen der Preisverleihung.